# رافين كلاسين
رافين كلاسين (بالإنجليزية: Raven Klaasen) مواليد 16 أكتوبر 1982 في كيب تاون، هو لاعب كرة مضرب جنوب أفريقي يلعب باليد اليمنى بدأ مسيرته كمحترف عام 2002.

## روابط خارجية
- رافين كلاسين على موقع رابطة محترفي التنس (الإنجليزية)
- رافين كلاسين على موقع الاتحاد الدولي لكرة المضرب (الإنجليزية)
- رافين كلاسين على موقع كأس ديفيز (الإنجليزية)
- رافين كلاسين على موقع خلاصة التنس.كوم (الإنجليزية)
- رافين كلاسين على موقع إي إس بي إن.كوم (الإنجليزية)